# 수스나
수스나(산스크리트어: शुष्ण)는 힌두교 경전에 묘사된 아수라이다. 보통 가뭄과 연관되며, 수스나는 종종 뿔이 달린 뱀과 같은 형태로 묘사된다. 그는 인드라 신의 적이다.

## 어원
수스나는 "메마르다"를 뜻하는 수스(Sus) 어근에서 유래한 "가뭄"을 의미한다. 유사한 "소스나(sosna)"는 소나무를 뜻하는 고대 슬라브어이다.

## 문학
힌두교에서 수스나는 가뭄, 기근, 비축과 흔히 연관되는 아수라이다. 인드라의 적인 이 아수라는 여러 베다 문헌에 여러 번 등장한다. 그는 종종 세상의 강을 막는 또 다른 아수라 브리트라와 연관된다.
리그베다에서 수스나는 세상의 강을 막는 거대한 용인 브리트라와 유사하게 "안개의 아이"로 묘사된다. 브리트라처럼 수스나는 가뭄의 원인이자 인드라의 적수로 여겨진다. 그러나 인드라가 벼락으로 브리트라를 죽일 수 있는 반면, 수스나는 땅에 물을 되돌림으로써 파괴되어야 한다. 아수라를 물리치기 위해 인드라는 수스나의 요새를 파괴하고, 그의 추종자인 쿠차의 요청에 따라 가뭄을 끝내기 위해 비를 내려 아수라를 물리친다. 이 문헌의 한 구절은 인드라가 "안개의 아이 수스나를 죽임으로써 계절에 의해 억제되었던 샘물을 흐르게 했다"고 언급한다.
베다 내의 브라마나 및 야주르베다 문헌에서 수스나는 신 인드라의 비열한 적(다사)으로 묘사된다. 뿔 달린 뱀 아수라로 묘사되는 수스나는 아수라들이 인드라와 그의 동료 데바들과의 전쟁에서 아수라들을 돕는다. 전투에서 아수라가 죽을 때마다 수슈나는 자신의 신비한 숨결(불사의 영약인 암리타의 정수를 포함하고 있음)을 사용하여 쓰러진 전사를 되살린다. 인드라는 이러한 부활을 발견하고 자신과 동료 데바들을 위해 암리타를 훔칠 계획을 세운다. 따라서 인드라는 자신을 꿀방울로 변형시키고 아수라가 자신을 삼키게 한다. 수스나의 뱃속에 들어간 인드라는 매 (또는 독수리)로 변하여 아수라의 입에서 암리타를 낚아채어 탈출하여 다른 데바들에게 그 전리품을 전달한다.